# Time (film, 2006)
Pour les articles homonymes, voir Time.
Pour plus de détails, voir Fiche technique et Distribution.
Time (타임, Sigan) est un film sud-coréen réalisé par Kim Ki-duk, sorti le 30 juin 2006.

## Synopsis
L'histoire tourne autour de Seh hee, une jeune femme qui change son visage via la chirurgie plastique pour relancer le désir de son amant, Ji woo.
Mais elle s'apercevra vite que ce choix va bouleverser leur vie.

## Fiche technique
- Titre : Time
- Titre original : 타임 (Sigan)
- Réalisation : Kim Ki-duk
- Scénario : Kim Ki-duk
- Musique : Noh Hyung-woo
- Photographie : Sung Jong-moo
- Montage : Kim Ki-duk
- Production : Kim Ki-duk
- Société de production : Happinet et Kim Ki-duk Film
- Société de distribution : TFM Distribution (France)
- Pays :  Corée du Sud et  Japon
- Genre : Drame, romance
- Durée : 97 minutes
- Dates de sortie : 
  -  Corée du Sud : 10 août 2006
  -  France : 8 août 2007

## Distribution
- Ha Jeong-woo : Ji-woo
- Park Ji-Yeon : Seh-hee avant sa chirurgie plastique
- Seong-min Kim : le chirurgien
- Sung Hyun-ah : See-hee (non créditée)